# Abat-jour

Deux lampes avec abat-jour

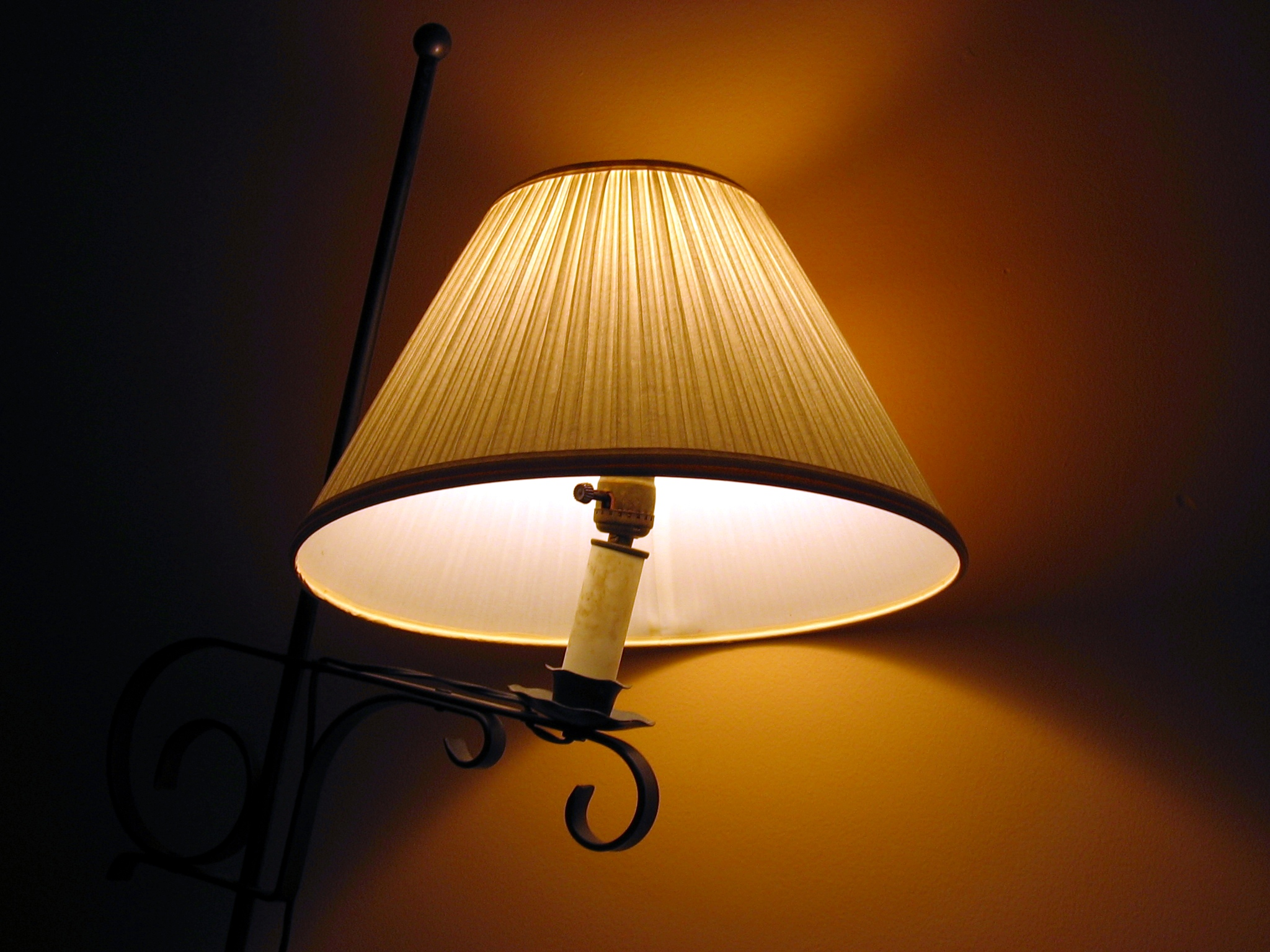
Un abat-jour

Un abat-jour est, couramment, un cadre ou un réflecteur en papier ou en tissu fixé sur les douilles de laiton des ampoules électriques, pourvu souvent d'une armature en métal, que l'on place sur les lampes, pour en rabattre ou en adoucir la lumière puis, l'intensité de la source lumineuse augmentant par les progrès techniques, pour mieux la diffuser et la tamiser. Un abat-jour s'adapte aussi bien sur une lampe d'appoint que sur une lampe suspendue. Il peut avoir diverses formes, conique, cylindrique, ou autre.
En architecture, un abat-jour  est une ouverture oblique dans un mur, qui permet de donner de la lumière à un lieu qui ne peut en recevoir que d'en haut, par exemple un soupirail pour une cave ou un sous-sol.
Par extension, un abat-jour est un volet ou une persienne placé devant l'ouverture d'une habitation pour protéger du soleil.

## Écrans de lumière
- Paralume
- Adaptation visuelle

## Histoire
À la fin du XVIIe siècle à Paris, les premières lanternes publiques font leur apparition au centre des rues qu'elles éclairent la nuit. En 1763, elles font place aux réverbères, lampes à huile avec des réflecteurs qui projettent la lumière de la flamme vers le bas. Les premières lampes à pétrole publiques à Milan sont financées par les revenus provenant d'une loterie à partir de 1785.
Les ancêtres de l'abat-jour domestique sont l'« écran de lumière » recensé au XIVe siècle (lame de porcelaine, papier, métal, carton ou verre dépoli placée contre un appareil d'éclairage, panneau de tissu ou de papier, monté sur une armature d'un bougeoir ou d'un flambeau et coulissant sur une tige à mesure que la bougie se consume) et le « garde-vue » dont le principe remonte au XVIIe siècle : soutenu par une armature métallique, le réflecteur généralement en verre, papier ou porcelaine, est destiné originellement à atténuer la lumière des chandeliers de bronze. Sa forme devient cylindrique vers 1950.